# Thomas FitzMaurice FitzGerald

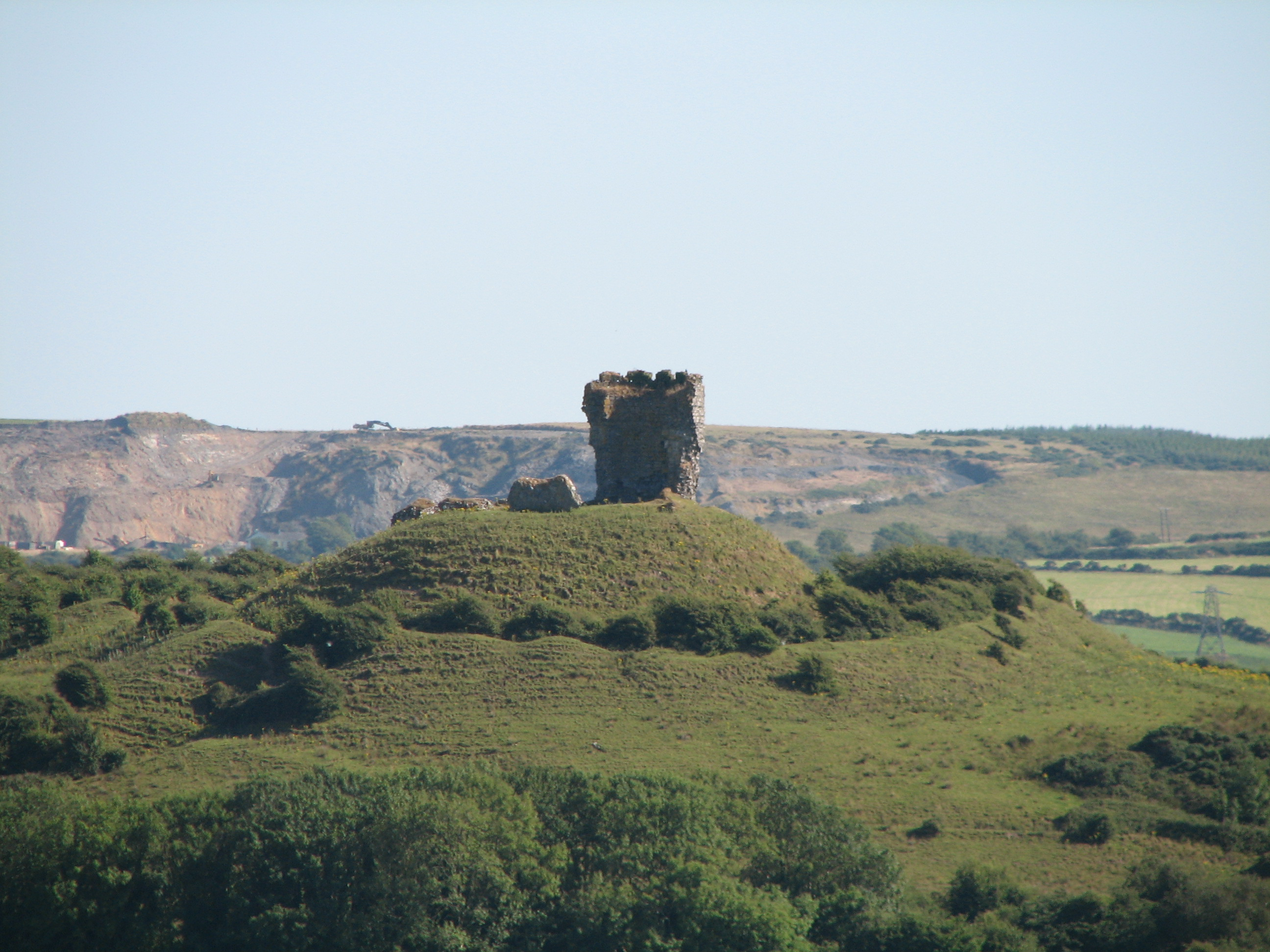
Castillo de Shanid, sede de Thomas FitzMaurice.

Thomas FitzMaurice, Lord O'Connello, (c. 1145 - 1213) de Shanid,   fue el primogénito de Maurice FitzGerald, señor de Lanstephan y su esposa, Alice (hija de Arnulf de Montgomery ). Thomas fue el progenitor de los Geraldines de Desmond, y hermano de Gerald FitzMaurice, primer señor de Offaly, progenitor de los Geraldines de Kildare y Leinster .
En 1210, Thomas invadió Connacht con Geoffrey de Marisco al frente de una tropas anglo-normanda reclutadas en Munster, y de seguidores de Donnchad Cairprech Ó Briain, rey de Thomond. Esta expedición contribuyó a forzar a Cathal Crobhdearg Ua Conchobair, rey de Connacht, a negociar con John de Gray, Justiciar de Irlanda . 

## Matrimonio y cuestión
Thomas FitzMaurice se casó con Ellinor, hija de Jordan de Marisco y hermana de Geoffrey de Marisco, que fue nombrado justiciar de Irlanda en 1215. ,, siendo padres de John FitzGerald, primer barón Desmond  

## Ancestros
|  |                                                                                                 |  |  |  |  |  |  |  |  |  |  |  |  |  |  |  |
|  | Walter FitzOtho, terrateniente de tierras en Berkshire, Buckinghamshire, Hampshire, y Middlesex |  |  |  |  |  |  |  |  |  |  |  |  |  |  |  |
|  |                                                                                                 |  |  |  |  |  |  |  |  |  |  |  |  |  |  |  |
|  |                                                                                                 |  |  |  |  |  |  |  |  |  |  |  |  |  |  |  |
|  | Gerald de Windsor, Condestable del Castillo de Pembroke                                         |  |  |  |  |  |  |  |  |  |  |  |  |  |  |  |
|  |                                                                                                 |  |  |  |  |  |  |  |  |  |  |  |  |  |  |  |
|  |                                                                                                 |  |  |  |  |  |  |  |  |  |  |  |  |  |  |  |
|  | Beatrice                                                                                        |  |  |  |  |  |  |  |  |  |  |  |  |  |  |  |
|  |                                                                                                 |  |  |  |  |  |  |  |  |  |  |  |  |  |  |  |
|  |                                                                                                 |  |  |  |  |  |  |  |  |  |  |  |  |  |  |  |
|  | Maurice FitzGerald, Señor de Lanstephan                                                         |  |  |  |  |  |  |  |  |  |  |  |  |  |  |  |
|  |                                                                                                 |  |  |  |  |  |  |  |  |  |  |  |  |  |  |  |
|  |                                                                                                 |  |  |  |  |  |  |  |  |  |  |  |  |  |  |  |
|  | Rhys ap Tewdwr, Príncipe de Deheubarth, de la Casa de Dinefwr                                   |  |  |  |  |  |  |  |  |  |  |  |  |  |  |  |
|  |                                                                                                 |  |  |  |  |  |  |  |  |  |  |  |  |  |  |  |
|  |                                                                                                 |  |  |  |  |  |  |  |  |  |  |  |  |  |  |  |
|  | Nest ferch Rhys, Princesa de Deheubarth                                                         |  |  |  |  |  |  |  |  |  |  |  |  |  |  |  |
|  |                                                                                                 |  |  |  |  |  |  |  |  |  |  |  |  |  |  |  |
|  |                                                                                                 |  |  |  |  |  |  |  |  |  |  |  |  |  |  |  |
|  | Gwladys ferch Rhiwallon ap Cynfyn de Powys                                                      |  |  |  |  |  |  |  |  |  |  |  |  |  |  |  |
|  |                                                                                                 |  |  |  |  |  |  |  |  |  |  |  |  |  |  |  |
|  |                                                                                                 |  |  |  |  |  |  |  |  |  |  |  |  |  |  |  |
|  | Thomas FitzMaurice , Lord OConnelloe                                                            |  |  |  |  |  |  |  |  |  |  |  |  |  |  |  |
|  |                                                                                                 |  |  |  |  |  |  |  |  |  |  |  |  |  |  |  |
|  |                                                                                                 |  |  |  |  |  |  |  |  |  |  |  |  |  |  |  |